# Servaville-Salmonville
Servaville-Salmonville és un municipi francès situat al departament del Sena Marítim i a la regió de Normandia. L'any 2007 tenia 1.047 habitants.

## Demografia

### Població
El 2007 la població de fet de Servaville-Salmonville era de 1.047 persones. Hi havia 344 famílies de les quals 28 eren unipersonals (12 homes vivint sols i 16 dones vivint soles), 100 parelles sense fills i 216 parelles amb fills.
La població ha evolucionat segons el següent gràfic:
Habitants censats

### Habitatges
El 2007 hi havia 357 habitatges, 346 eren l'habitatge principal de la família, 7 eren segones residències i 4 estaven desocupats. Tots els 357 habitatges eren cases. Dels 346 habitatges principals, 318 estaven ocupats pels seus propietaris, 25 estaven llogats i ocupats pels llogaters i 3 estaven cedits a títol gratuït; 5 tenien dues cambres, 35 en tenien tres, 94 en tenien quatre i 212 en tenien cinc o més. 296 habitatges disposaven pel capbaix d'una plaça de pàrquing. A 106 habitatges hi havia un automòbil i a 231 n'hi havia dos o més.

### Piràmide de població
La piràmide de població per edats i sexe el 2009 era:
| Homes | Edats   | Dones |
| ----- | ------- | ----- |
| 0     | 95 o +  | 0     |
| 0     | 90 a 94 | 0     |
| 4     | 85 a 89 | 12    |
| 0     | 80 a 84 | 0     |
| 4     | 75 a 79 | 0     |
| 8     | 70 a 74 | 8     |
| 16    | 65 a 69 | 20    |
| 16    | 60 a 64 | 16    |
| 12    | 55 a 59 | 4     |
| 32    | 50 a 54 | 24    |
| 28    | 45 a 49 | 32    |
| 48    | 40 a 44 | 36    |
| 36    | 35 a 39 | 56    |
| 36    | 30 a 34 | 32    |
| 16    | 25 a 29 | 20    |
| 12    | 20 a 24 | 16    |
| 28    | 15 a 19 | 36    |
| 40    | 10 a 14 | 64    |
| 36    | 5 a 9   | 36    |
| 20    | 0 a 4   | 24    |

## Economia
El 2007 la població en edat de treballar era de 715 persones, 545 eren actives i 170 eren inactives. De les 545 persones actives 520 estaven ocupades (276 homes i 244 dones) i 25 estaven aturades (8 homes i 17 dones). De les 170 persones inactives 58 estaven jubilades, 75 estaven estudiant i 37 estaven classificades com a «altres inactius».

### Ingressos
El 2009 a Servaville-Salmonville hi havia 354 unitats fiscals que integraven 1.061 persones, la mediana anual d'ingressos fiscals per persona era de 20.584 €.

### Activitats econòmiques
Dels 19 establiments que hi havia el 2007, 1 era d'una empresa alimentària, 1 d'una empresa de fabricació de material elèctric, 7 d'empreses de construcció, 2 d'empreses de comerç i reparació d'automòbils, 1 d'una empresa d'hostatgeria i restauració, 1 d'una empresa d'informació i comunicació, 3 d'empreses de serveis, 1 d'una entitat de l'administració pública i 2 d'empreses classificades com a «altres activitats de serveis».
Dels 9 establiments de servei als particulars que hi havia el 2009, 3 eren paletes, 1 fusteria, 2 lampisteries, 1 electricista, 1 perruqueria i 1 restaurant.
L'únic establiment comercial que hi havia el 2009 era una fleca.
L'any 2000 a Servaville-Salmonville hi havia 14 explotacions agrícoles que ocupaven un total de 720 hectàrees.

## Equipaments sanitaris i escolars
El 2009 hi havia una escola elemental integrada dins d'un grup escolar amb les comunes properes formant una escola dispersa.

## Poblacions més properes
El següent diagrama mostra les poblacions més properes.